# Apogon argyrogaster
 Apogon argyrogaster és una espècie de peix de la família dels apogònids i de l'ordre dels perciformes.

## Hàbitat
És una espècie marina.

## Distribució geogràfica
Es troba a l'oest del Pacífic central: Austràlia i Indonèsia.